# Malva aegyptia
Malva aegyptia es una especie de planta herbácea del género Malva, dentro de la familia Malvaceae, es nativa de la cuenca del Mediterráneo y África. 

## Descripción
Es una pequeña planta herbácea caducifolia que alcanza los 10 cm de altura. La especie está muy relacionada con Malva trifida Cav., a la que algunos autores consideran subordinada a éste [M. aegyptia subsp. trifida (Cav.) O.Bolòs & al.] y de la cual se diferencia claramente por sus pétalos más cortos, de longitud igual o menor que la de los sépalos y con la uña glabra, y mericarpos glabrescentes.

## Distribución
Se distribuye por la región mediterránea y sudoeste de Asia, encontrándose dispersa sobre todo por la mitad oriental de la península ibérica. 

## Hábitat
Forma parte de pastizales xerofíticos instalados en claros de encinar, sabinar, pinar e incluso quejigar, sobre suelos degradados y áridos, ricos en sales, yesos, limos, etc. Se encuentra a una altitud desde el nivel del mar hasta 1100 m y florece en abril-julio. Tiene una forma biológica: terófita escaposa.

## Taxonomía
Malva aegyptia fue descrita por Carlos Linneo y publicado en Species Plantarum , vol. 2, p. 690 en 1753.
Etimología
- Malva: nombre genérico prestado del Latín malva, -ae, vocablo empleado en la Antigua Roma para diversos tipos de malvas, principalmente la malva común (Malva sylvestris), pero también el "malvavisco" o "altea" (Althaea officinalis) y la "malva arbórea" (Lavatera arborea). Ampliamente descritas, con sus numerosas virtudes y propiedades, por Plinio el Viejo en su Historia naturalis (20, LXXXIV).[2][3]
- aegyptia: epíteto geográfico que alude a Egipto.

Sinonimia
- Axolopha aegyptia Alef., 1862
- Dinacrusa aegyptia (L.) G.Krebs, 1994, nom. inval.[4]
- Malva diphylla Moench, 1794, nom. illeg.
- Malva aegyptia subsp. effimbriata Iljin, 1923
- Malva aegyptia subsp. mediterranea Iljin, 1923
- Malva effimbriata (Iljin) Iljin in Kom., 1949
- Malva mediterranea (Iljin) Iljin in Kom., 1949[5]
- Malva armeniaca Iljin, 1923
- Malva aegyptia var. triphylla Maire, 1929
- Malva aegyptia var. libyca (Pomel) Batt., 1888
- Malva libyca Pomel, 1875[6]

## Nombres comunes
- Castellano: malva, malvilla de hoja de geranio.[5][7]